# Zonophora surinamensis
Zonophora surinamensis – gatunek ważki z rodziny gadziogłówkowatych (Gomphidae). Występuje na terenie Ameryki Południowej.